# Pourrières
 Pourrières  (en ocitano Porrièra) es una población y comuna francesa, que se encuentra en la región de Provenza-Alpes-Costa Azul, departamento de Var, en el distrito de Brignoles y cantón de Saint-Maximin-la-Sainte-Baume.

## Demografía
| 905 | 980 | 1270 | 1718 | 2631 | 3985 |
| Para los censos de 1962 a 1999 la población legal corresponde a la población sin duplicidades (Fuente: INSEE [Consultar]) |     |      |      |      |      |